# Comilla S.
Comilla S. är ett underdistrikt i Bangladesh. Det ligger i den sydöstra delen av landet, 90 km öster om huvudstaden Dhaka.
Trakten runt Comilla S. består till största delen av jordbruksmark. Runt Comilla S. är det mycket tätbefolkat, med 2 028 invånare per kvadratkilometer.